# Jednopolówka

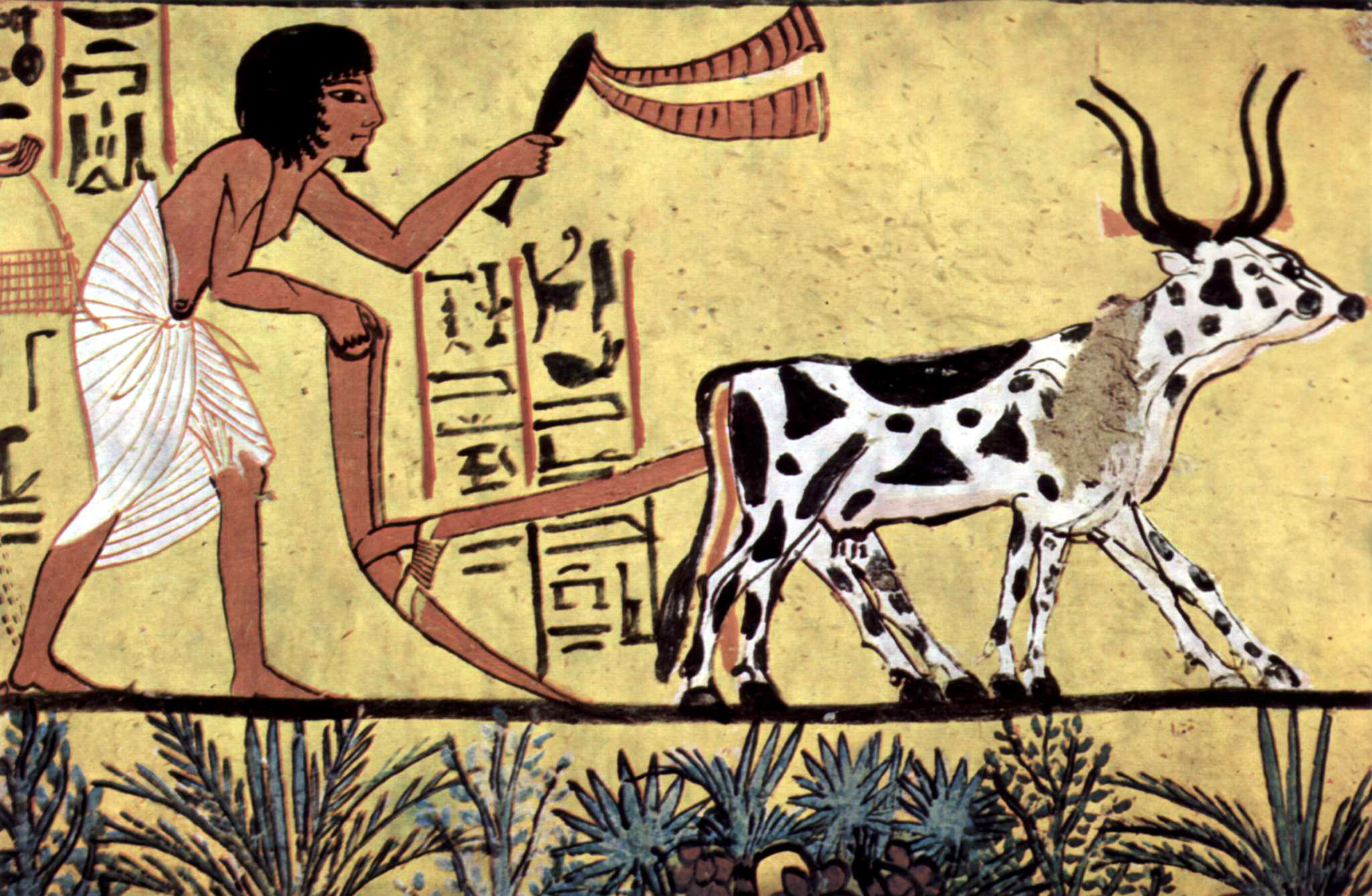
Orka z użyciem radła w starożytności

Jednopolówka – pierwotny sposób użytkowania rolniczego pola polegający na obsiewaniu pola corocznie, aż do spadku żyzności pola w wyniku zmniejszenia składników odżywczych, rozwoju patogenów oraz uciążliwych chwastów. Pole wyczerpane porzucano lub ugorowano przez nieokreślony z góry czas.
Jest to najstarszy sposób użytkowania pola, przed systemami opartymi na podziale pól z systemem zmianowania.